# Free the Universe
Free the Universe je druhé studiové album americké hudební skupiny Major Lazer. Album vyšlo 16. dubna roku 2013. První singl „Get Free“ vyšel již v květnu předchozího roku. Na albu se podílela řada hostů, mezi které patří například Bruno Mars, Wyclef Jean, Ezra Koenig nebo Amber Coffman. V hitparádě Billboard 200 se album umístilo na 34. příčce.

## Seznam skladeb
1. „You're No Good“
2. „Jet Blue Jet“
3. „Get Free“
4. „Jah No Partial“
5. „Wind Up“
6. „Scare Me“
7. „Jessica“
8. „Bumaye (Watch Out for This)“
9. „Keep Cool“
10. „Sweat“
11. „Reach for the Stars“
12. „Bubble Butt“
13. „Mashup the Dance“
14. „Playground“